# Île Plate (Rivière du Rempart)
Pour les articles homonymes, voir Île Plate.
L'île Plate est une île inhabitée situé au nord de l'île Maurice et dépendant de la république de Maurice. Elle relève du district de Rivière du Rempart. Elle forme l'un des parcs nationaux du pays.

## Géographie
Lorsque le 15 mars 1801 l'île fut approchée par l'expédition Baudin, le Français Jean-Baptiste Bory de Saint-Vincent la décrivit depuis le Naturaliste en affirmant qu'elle est « bien moins élevée que les autres [de son voisinage] ; une plage de calcaire la rend remarquable de loin, et paraît d'une blancheur éblouissante : le reste de ses rocs est rougeâtre ou noir ». Pour expliquer ces dernières teintes, il convoque dans son Voyage dans les quatre principales îles des mers d'Afrique un certain Lilet, officier de génie qui aurait visité l'écueil et lui a dit y avoir trouvé les débris d'un ancien cratère de volcan.

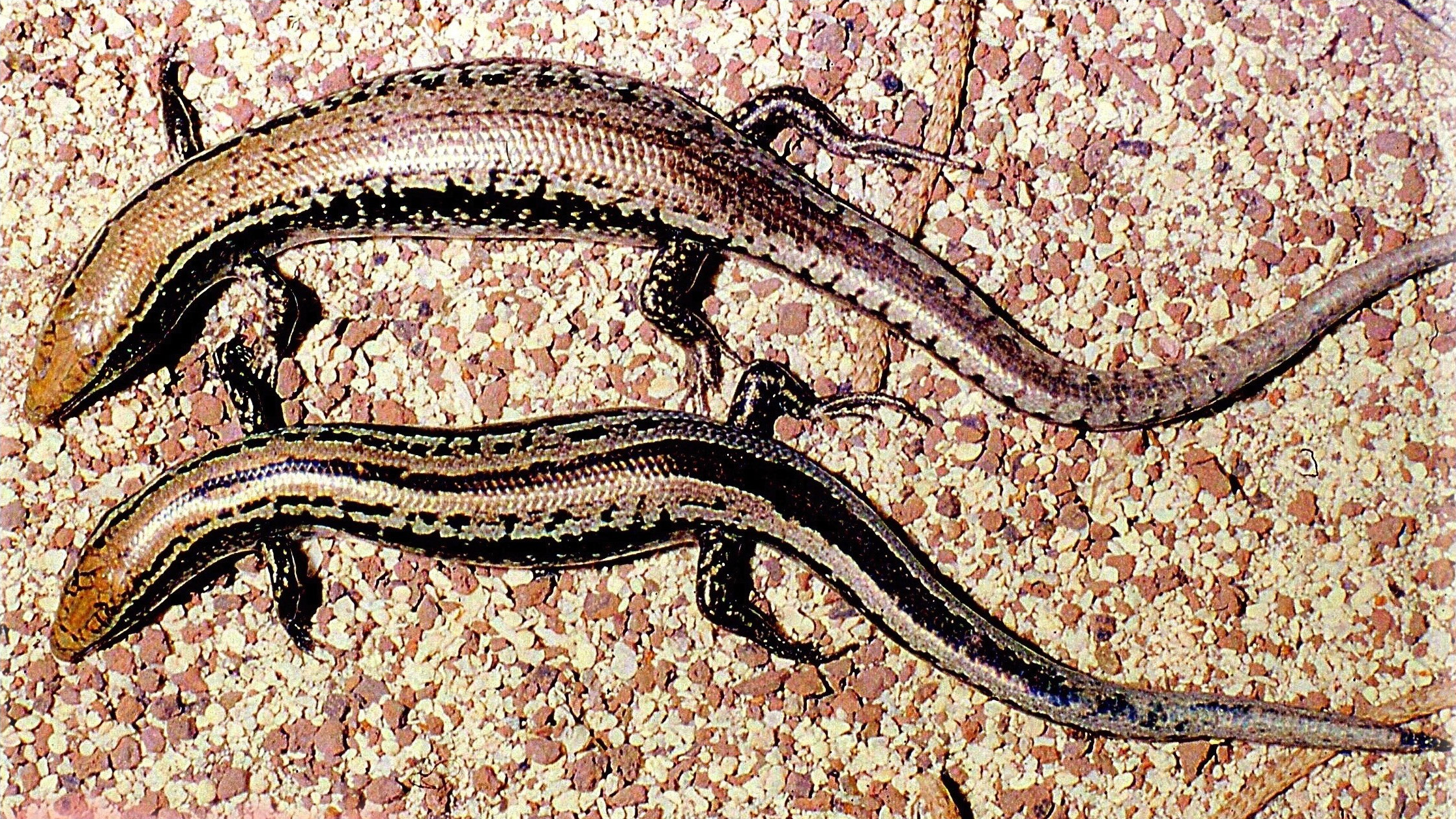
Scinques (Gongylomorphus bojeri) sur l'île Plate.